# دفن طبيعي

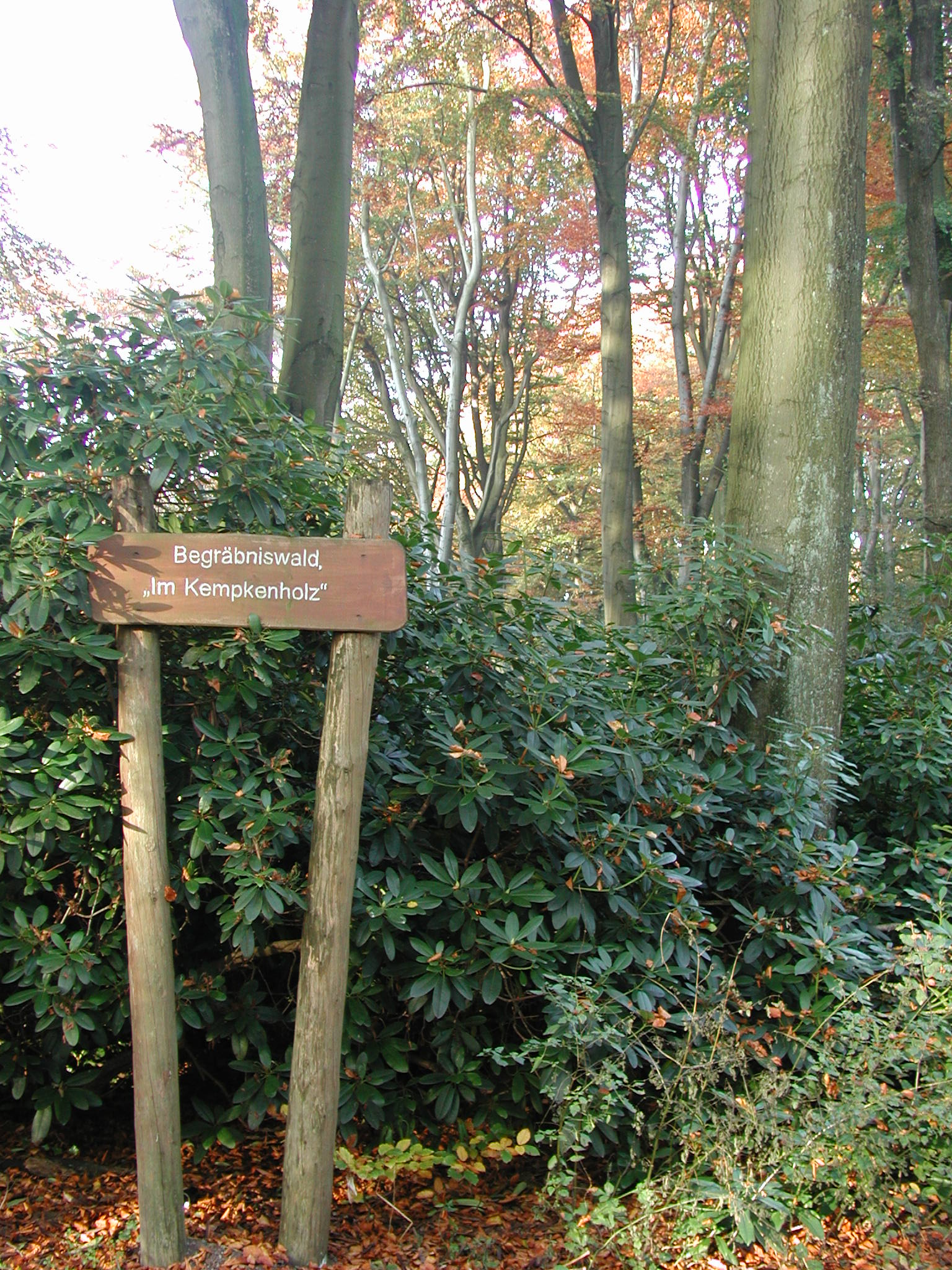

الدفن الطبيعي هو دفن جثة شخص ميت في التربة بطريقة لا تمنع التحلل فقط، وإنما تسمح بإعادة تدوير الجثة طبيعيًا. وهو بديل لطرق الدفن الغربية المعاصرة والعادات الجنائزية.

## نظرة عامة
يمكن تحضير الجثة دون مواد كيميائية حافظة أو مطهرة كسائل التحنيط الذي قد يدمر المحللات الميكروبية التي تحلل الجثة. ومن الممكن دفن الجثة في نعش قابل للتحلل أو تابوت أو كفن. لا يستخدم القبر قبوًا أو وعاء دفن خارجي يمنع اتصال الجثة بالتربة، إذ ينبغي أن يكون ضحلًا كفاية للسماح بحدوث النشاط الميكروبي المشابه لذلك الموجود في السماد. وقد تحدث عمليات الدفن الطبيعي في الأراضي الخاصة (الخاضعة للقوانين) وفي أي مقبرة تسمح بالدفن دون قبو.
بينما تسعى المدافن الطبيعية لمنع الضرر الذي تتسبب به الطرق التقليدية، يذهب البعض أبعد من ذلك بفرض رسوم لحيازة الأراضي هادفين لاستعادة الموطن الأصلي للحيوانات وإنقاذ الأنواع المهددة بالانقراض. وتدعى هذه الأساليب بمدافن الحفظ، وتهدف لإدارة عملية الدفن باستدامة أكثر. بالإضافة إلى مشاريع الترميم البيئي والحفاظ على مواطن الحيوانات، اقترح آخرون استعمالات طبيعية للأراضي مثل الزراعة المستدامة والمعمرة، للحفاظ على مناطق الدفن أبد الدهر. وقد تعمل طرق تصميم المواقع الطبيعية على تسريع أو إبطاء معدل تحلل الجثث اعتمادًا على نظام التربة.
بني أول مدفن حفظ رسمي في الولايات المتحدة، مع ذلك، استخدمت أراضي المدافن الطبيعية سابقًا في المملكة المتحدة، وتتشابه هذه الأساليب مع الوسائل المستخدمة في العديد من الثقافات الأثرية والمحلية.

## التحنيط
يحث الكثير من مديري المدافن على مشاهدة جثة الميت في دار دفن تجارية كجزء من «الصفقة» التي تدفع عائلة المتوفى مقابلها، دون العلم بأنها اختيارية. يكمن الهدف الرئيسي من التحنيط في التطهير، بينما يكون الهدف الثانوي إعاقة عملية التحلل لفترة كافية لمشاهدة الجثة.
في العديد من الدول، يتطلب القانون تبريد الجثث بالجليد الجاف أو الثلاجات الميكانيكية لمنع النمو الميكروبي، وعلى الرغم من عدم وجود قوانين تلزم التحنيط خلافًا للاعتقاد السائد. لا تستعمل العديد من الثقافات حول العالم أي وسائل تبريد، ويُحتفظ بالجثث لعدة أيام قبل التخلص النهائي منها.
في بعض الظروف قد يكون التحنيط ضروريًا، مثل الوقت المطول بين الوفاة والدفن، أو نقل الجثة في رحلات الطيران التجارية (التي تتطلب أحيانًا جثثًا غير محنطة لتسافر في حاويات مخصصة وباهظة الثمن).
يتكون سائل التحنيط الأكثر شيوعًا من مواد كيميائية عضوية، ويحتوي على نسبة تتراوح بين 5-29% من الميثانال والإيثانول والماء. ويتحلل هذا المحلول الحيوي بمرور الوقت، لكنه يربط بين البروتينات الموجودة في أغشية خلايا الأنسجة، مبطئًا بذلك عملية التحلل البكتيري ومعيقًا لتحلل الجثة في الأرض. لم تُدرس قدرة سائل التحنيط على تلويث التربة أو جداول المياه كليًا. وقد يتحلل الميثانال في التربة القلوية بفعل تفاعل الكانيزارو ليتحول إلى الهكسامين، لكن ليست جميع أنواع التربة قلوية.
يُعتبر الميثانال سامًا لجميع الحيوانات، «ويُعرف أيضًا بأنه مسرطن للإنسان». وهو مسبب للسرطان والتصلب الجانبي الضموري ومتلازمات الجهاز العصبي وغيرها من الاعتلالات. تمتلك إدارة السلامة والصحة المهنية في الولايات المتحدة السلطة لطلب المحنطين ارتداء أجهزة التنفس.

## التوابيت
تُصنع التوابيت الطبيعية من مواد قابلة للتحلل الحيوي. وبشكل مثالي، تُجدد هذه المواد أو يُعاد تدويرها بسهولة ويتطلب انتاجها طاقة أقل.
تُصنع التوابيت (مدببة على شكل الكتف) والنعوش (مستطيلة) من مواد مختلفة، معظمها غير قابلة للتحلل الحيوي. كانت 80-85% من التوابيت المباعة للمدافن في أميركا الشمالية في عام 2006 من الفولاذ المدموغ. واحتلت التوابيت المصنوعة من الخشب الصلب وألواح المواد (ألواح خشبية) مع أغشية خشبية صلبة نسبة 10-15% من المبيعات، أما باقي المبيعات فكانت لتلك المصنوعة من الألياف الزجاجية والمواد البديلة مثل الألياف المنسوجة. وفي أستراليا، تصنع نسبة 85-90% من التوابيت من الخشب الصلب وألواح المواد.
تُصنع أغلب النعوش في المملكة المتحدة من الألواح الخشبية المغطاة بأغشية قليلة السماكة. وتُصنع مقابضها عادة من البلاستيك لتبدو كالنحاس. وتتطلب الألواح الخشبية غراءً للصق أجزاء الخشب معًا. وقد تسبب من بعض أنواع الغراء التي تحتوي على الميثانال تلوثًا عند حرقها أثناء عملية حرق الموتى أو عند دفنها في الأرض. مع ذلك، لا تستخدم جميع النعوش الخشبية غراء الميثانال.
تُصنع التوابيت والنعوش غالبًا باستخدام أنواع خشب غريبة ومهددة بالانقراض، وتصمم لمنع التحلل. بينما لا توجد قيود على أنواع التوابيت المستخدمة بشكل عام، تشجع معظم المواقع استخدام توابيت صديقة للبيئة ومصنوعة من مواد مثل القصب والخيزران والأغصان والألواح الليفية.

## تخليد الذكرى
توظف إدارة أرضيات المدافن الطبيعية وسائل مختلفة لتخليد الذكرى. فيمكن للعائلات التي تدفن أحباءها في محميات طبيعية تسجيل إحداثيات نظام تحديد المواقع لموقع دفنهم، دون استخدام علامات مادية. تستخدم بعض مواقع الدفن الطبيعي لوائح خشبية مسطحة أو اسمُا مكتوبًا على صخرة. تزرع العديد من العائلات أشجارًا أو نباتات محلية بالقرب من القبر كتذكار حي.
تشمل وسائل الدفن في الأرض البديلة: الدفن في الشعاب المرجانية ودفن السماء والدفن في البحر.

## الشعاب المرجانية
توضع بقايا الجثث المحروقة أحيانًا داخل كرات من الشعاب المرجانية الصلبة، وتوضع في البحر خلال مراسم لتصبح جزء من نظام الشعاب المرجانية البيئي. تُستخدم هذه الكرات لإصلاح دمار الشعاب المرجانية، ولتوفير موطن جديد للأسماك وغيرها من الحيوانات البحرية.

## دفن السماء
في بعض مناطق التبت ومنغوليا، تُطعم بقايا الشخص للنسور بما يُعرف بدفن السماء. يُنظر إلى ذلك على أنه نافع للبيئة، ويعتبر كذلك كارما إيجابية في البوذية.

## الدفن في البحر
يُعد الدفن في البحر دفنًا طبيعيًا إذا تم بطريقة صديقة البيئة دون استخدام الميثانال. تختص بعض المنظمات في الدفن الطبيعي في البحر (في كفن)، لتسمح للجثة بالتحلل أو لتستهلكها الحيوانات.

## القضايا البيئية المتعلقة بالدفن التقليدي
في كل عام، تدفن 22,500 مقبرة حول الولايات المتحدة ما يقارب:
- 30 مليون قدم من ألواح (70,000 متر مكعب) توابيت الخشب الصلب
- 90,727 طن من التوابيت الفولاذية
- 14,000 طن من الحاويات الفولاذية
- 2,700 طن من التوابيت النحاسية والبرونزية
- 1,363,000 طن من حاويات الخرسانة المسلحة
- 827,060 غالون أمريكي (3,130 متر مكعب) من سائل التحنيط، والذي يحتوي غالبًا على الميثانال.[18]

عندما يًستخدم الميثانال في التحنيط، يتحلل وتنتشر المواد الكيميائية في الأرض بعد الدفن، ما يؤدي إلى تثبيط التحلل. تكمن المشكلة في استخدام الميثانال ومكوناته في تعرض عمال مستودعات الجثث له، وتدميره لميكروبات التحلل اللازمة لتحلل الجثة في التربة.

## الممارسات الدينية
يحرم القانون اليهودي التحنيط أو المدافن التقليدية، لأنه يعتبرها مدمرة للجثة. إذ يغسل أعضاء مختارون من المجتمع اليهودي الجثة في طقوس خاصة، ثم يتم لفها في ملاءة من الكتان أو الشاش، وتوضع في نعش خشبي. يجب ألا يحتوي الخشب على أي معدن، وغالبُا ما يحتوي على ثقوب في أسفله لضمان تحلل الجثة بسرعة وعودتها إلى الأرض. لا تُستخدم حاويات الدفن إلا بطلب من المقبرة. في إسرائيل، يُدفن اليهود في كفن فقط دون نعش.
تنص التعاليم الإسلامية على غسل المتوفى ودفنه ملفوفًا بقطعة قماش بيضاء لحفظ الكرامة. يُعطر القماش أحيانًا لكن كما في الدفن الطبيعي، لا تُستخدم أي مواد كيميائية حافظة أو سائل التحنيط، ولا يوجد دفن في الحاويات أو التوابيت أو النعوش. لا يوجد مطلب قانوني لاستخدام التابوت في المملكة المتحدة ويمكن دفن الجثة بقطعة من القماش في حال الرغبة بذلك.

## في وسائل الإعلام
احتوى المسلسل المعروض على شبكة اتش بي أو ستة أقدام تحت الأرض على مشاهد تضمنت الدفن الطبيعي في موسمه الختامي في عام 2005.
واستكشف الوثائقي وصية للغالبة الذي عرض عام 2014 الدفن الطبيعي، وجرى ذلك بشكل أساسي عبر عدسة رجل يعاني من مرض عضال، واختار أن يحظى بدفن طبيعي.